# Livermorium
Livermorium (symbool: Lv) (eerder bekend onder de tijdelijke systematische naam ununhexium, met het symbool Uuh) is het scheikundig element 116.
In 1999 meldden onderzoekers van het Lawrence Berkeley National Laboratory de ontdekking van het element. Bij controle bleek de data echter niet het gemelde resultaat te geven. De ontdekker, Victor Ninov, had de data gemanipuleerd. Het element werd een jaar later alsnog geproduceerd door Russische onderzoekers van het Gezamenlijk Instituut voor Kernonderzoek.

## Naamgeving
Sinds 1 december 2011 was de IUPAC bezig met het goedkeuringsproces om het de naam livermorium te geven. Tot dan toe werd het Latijns-Griekse telwoord voor dit element gehanteerd, namelijk ununhexium. Op 30 mei 2012 heeft IUPAC de naam livermorium goedgekeurd. De naam is afgeleid van het Lawrence Livermore National Laboratory, gevestigd in Livermore, Californië, Verenigde Staten.

## Vorming
Het element werd gemaakt door curium-248 te beschieten met calcium-48:
{\displaystyle {\ce {{^{48}_{20}Ca}\ +\ {^{248}_{96}Cm}->{^{296}_{116}Lv}^{\star }->{^{293}_{116}Lv}\,+{3_{0}^{1}n}}}}